# Coupe du Liechtenstein de football 1980-1981
Navigation
Édition précédente Édition suivante
La coupe du Liechtenstein 1980-1981 de football est la 36e édition de la Coupe nationale de football, la seule compétition nationale du pays en l'absence de championnat.
La finale est disputée à Triesen, le 28 mai 1981, entre le FC Balzers et le FC Ruggell. 
Le FC Balzers remporte le trophée en battant le FC Ruggell. Il s'agit du 4e titre de l'histoire du club dans la compétition.

## 1ertour
Le FC Vaduz est exempté de ce tour.
| Équipe 1       | Résultat | Équipe 2          |
| -------------- | -------- | ----------------- |
| FC Balzers     | 5 - 1    | FC Schaan         |
| FC Triesenberg | 1 - 3    | USV Eschen/Mauren |
| FC Ruggell     | 2 - 0    | FC Triesen        |

## Demi-finales
| Équipe 1          | Résultat | Équipe 2   |
| ----------------- | -------- | ---------- |
| FC Ruggell        | 5 - 0    | FC Vaduz   |
| USV Eschen/Mauren | 2 - 3    | FC Balzers |

## Finale
| 28 mai 1981 | FC Balzers | 3 - 0 | FC Ruggell | Eschen |  |
|             |            |       |            |        |  |